# 호매실고등학교
호매실고등학교(好梅實高等學校)는 대한민국 경기도 수원시 권선구 호매실동에 있는 공립 고등학교이다.

## 학교 연혁
- 2012년 1월 : 호매실고등학교 24학급 설립 인가
- 2012년 2월 : 24개 교실 및 교과전용 교실, 부속실 신축
- 2012년 3월 : 호매실고등학교 개교
- 2012년 3월 : 초대 장영하 교장 취임
- 2012년 3월 : 제1회 입학식(8개 학급, 279명)
- 2013년 4월 : 경기도교육청 지정 청소년 흡연예방중심학교 운영(1년)
- 2015년 2월 : 제1회 졸업식(273명)
- 2022년 3월 : 제4대 오일권 교장 취임
- 2024년 1월 : 제10회 졸업식(186명)
- 2024년 3월 : 제13회 입학식(8학급 227명)

## 참고 자료
- 호매실고등학교 - 한국교육학술정보원 학교알리미